# Маковское (Красноярский край)
Ма́ковское — село в Енисейском районе Красноярского края, является административным центром Маковского сельсовета. Расположено на реке Кети, в 100 км на запад от города Енисейск.
Население 65 человек (на 1 января 2019 года). В селе имеется Свято-Покровский храм, построенный в 1864 году.
Через это село (тогда — Маковский острог) в XVII веке проходил основной сухопутный путь из европейской части страны через Урал в восточную Сибирь и Дальний Восток.

## История
Место исторического проживания пумпоколов, южных селькупов (группа сюссюкум/сюссыкум) и эвенков. Н. Г. Спафарий отмечает, что выше речки Маковки остяцких поселений больше нет — «здесь скончалось и жилище народа остяцкого». Коренные селькупские фамилии — Мунгаловы, Распуткины, Стыжновы/Тыжновы/Стыжных, Белозёровы, Сутаревы/Суторевы, Первушины, Бобровы, Дружинины, Беляшёвы. Коренные эвенкийские фамилии — Делицины/Голицины, Шандыгины, Корелины. Также были известны крещёные тюрки Берестовы и Кулагановы.
Было основано, как Маковский острог на берегу Кети, притока Оби, осенью 1618 года русскими стрельцами во главе с боярским сыном Петром Албычевым и стрелецким сотником Черкасом Рукиным, посланными для строительства Тунгусского острога. Острог построен на месте стоянки остятского князька Намака — в месте начала кратчайшего сухопутного пути между бассейнами рек Обь и Енисей.
Острог построен без приказа из Москвы. Весной 1619 года острог выдержал первую осаду тунгусов. Строители острога Пётр Албычев и Черкас Рукин жили в остроге до июня 1619 года. В 1620 году в тобольском наказе острог называется Намацким от имени князца Намака. В других документах острог назывался Макуцкий и Макоцкой.
До строительства Сибирского тракта Маковский волок между Маковским острогом и Енисейском был единственным разрешённым[кем?] путём между губернским городом Тобольском и Восточной Сибирью, и активно использовался для перевалки грузов и людей из Китая и Тобольска, оборудования для енисейских золотодобытчиков. Пристань в Маковском работала до середины XIX века.
Острог стал именоваться селом в 1795 году.
В 1857 году в селе было 40 крестьянских дворов, в которых жили 94 мужчины и 105 женщин, кроме этого жили священник и дьячок, две семьи мещан, семь семей отставных солдат и солдатских вдов, четверо ссыльнопоселенцев.
Новая церковь во имя Покрова Пресвятые Богородицы была освящена 12 (24) июля 1864 года. В церкви до 1930 года хранилась храмовая икона Покрова Пресвятой Богородицы в серебряном с позолотой окладе. В приход Маковской церкви в середине XIX века входили деревни: Филиппова (3 двора), Ворожейка (10 дворов), Лосиноборское (4 двора), Антонова (2 двора) и пять остятских поселений.
Жители села из-за малоурожайных пашен сельским хозяйством занимались мало. Основные занятия: погрузо-разгрузочные работы, извоз, охота, рыбная ловля, сбор ягод и кедровых орехов.
В 1921 году в Маковском имелись церковь, школа, общество потребителей, 56 старожильческих хозяйств и 7 переселенческих. Население составляло 302 человека, поровну мужчин и женщин. 3 земледельческих хозяйства имели постоянных (годовых или срочных) наёмных работников, 33 хозяйства вообще не использовали наёмный труд. 40 хозяйств занимались промыслами, 8 хозяйств вообще земледелием не занимались. 3 хозяйства не имели скота. Общее поголовье скота составляло 150 лошадей, из них 133 рабочих, 178 голов крупного рогатого скота, из них 98 дойных коров, 32 головы овец, свиней не было.
В 1921 году озимой рожью было засеяно 86,2 десятин, овсом — 11,3 десятины, ячменём и горохом — 8,4 десятины. В то время яровые пшеницу и рожь не сеяли. 74 десятины пашни оставались под парами. 390,6 десятины занимали покосы.
С 1930-х годов Маковское было местом ссылки раскулаченных крестьян, руководителей религиозных организаций и диссидентов.
Вплоть до 1980-х гг. в Маковское направлялись лингвистические экспедиции для записи верхнекетского диалекта южноселькупского языка.